# قوات مسلحة

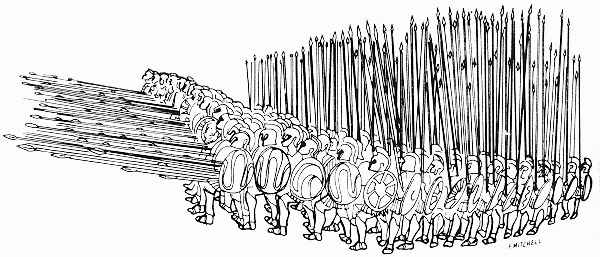

القوات المسلحة هي عماد الدفاع عن أمن دولها برًّا وبحرًا وجوًّا. ويتم تشكيلها وتسليحها وتدريبها لتحقيق الأهداف الإستراتيجية التي تضعها الدولة. وتتكون القوات المسلحة في الدول الكبرى من عدة جيوش، وللدول الأصغر من جيش واحد. وفي كثير من الدول التي تمتلك جيشا كبيرا يقود قواتها المسلحة ضابط برتبة مشير وهي أعلى رتبة تمنح في القوات المسلحة.
والعديد من الدول في العصر الحديث تفصل فصلًا واضحًا بين فئات القوات المسلحة العاملة في البر والبحر والجو، وبذلك تستقل التقسيمات إلى:
- 1. جيش
- 2. بحرية
- 3. جوية
- 4. دفاع جوي
- 5. حرس الحدود

ولكل منها رئاسة أركان مستقلة، وفي هذه الحالة يقود القوات المسلحة رئيس أركان مشتركة.

## مهام القوات المسلحة
في الدرجة الأولى حماية الدولة من الاعتداء الخارجي، والمحافظة على الحدود البرية والمياة الإقليمية، والمجال الجوي للدولة. كما يتدخل الجيش أحيانًا في حالة فشل أجهزة الأمن المدنية، في السيطرة على الأوضاع الأمنية بداخل الدولة.
وفي أغلب جيوش العالم يتلقى الجيش دعمًا من أجهزة عسكرية أخرى فمثلًا الجيش الأمريكي في العراق يتلقى دعمًا من البحرية الأمريكية (مشاة البحرية) ومن سلاح الجو (الطيران الحربي)... إلخ.
كما تتدخل القوات المسلحة أيضًا في حالة وقوع كوارث طبيعية (زلازل.فيضانات...)كالمساعدة على إخلاء السكان في حالة توقع نشاط بركاني.